# Aporia kamei
Aporia kamei is een vlindersoort uit de familie van de Pieridae (witjes), onderfamilie Pierinae.
Aporia kamei werd in 1989 beschreven door Koiwaya.